# Helen (Georgia)
Helen es un pueblo ubicado en el condado de White en el estado estadounidense de Georgia. En el censo de 2000, su población era de 430.

## Historia
Helen fue diseñada en 1912 y recibió el nombre de la hija de un funcionario maderero. La ciudad se convirtió en municipio en 1913.
Antiguamente una ciudad maderera en declive, la ciudad resucitó convirtiéndose en una réplica de una ciudad alpina bávara, en los Apalaches en lugar de en los Alpes. El código de construcción es obligatorio mediante un plan de ordenamiento territorial adoptado en 1969, de modo que el estilo clásico del sur de Alemania debe estar presente en cada edificación, incluso en el pequeño número de cadenas de comida y franquicias nacionales instaladas en Helen.
En 1975, el fotógrafo de DOCUMERICA Al Stephenson registró la vida, recreación y economía del área de Helen, antes y durante la construcción de Alpine Helen.

## Demografía
En el 2000 la renta per cápita promedia del hogar era de $32,917, y el ingreso promedio para una familia era de $40,781. El ingreso per cápita para la localidad era de $22,281. Los hombres tenían un ingreso per cápita de $39,107 contra $23,750 para las mujeres.

## Geografía
Helen se encuentra ubicado en las coordenadas 34°42′9″N 83°43′39″O / 34.70250, -83.72750 (34.702396, -83.727508).
Según la Oficina del Censo, la localidad tiene un área total de 5,5 km² (2,1 mi²), de la cual 5,5 km² (2,1 mi²) es tierra y 0 km² (0 mi²) (0.00%) es agua.